# Quake II: The Reckoning
Quake II: The Reckoning — первое официальное дополнение для компьютерной игры Quake 2, разработанное Xatrix Entertainment. Дополнение включает в себя 18 карт, новое оружие и новые типы врагов.
История начинается с того, что вы, как член элитного подразделения, должны проникнуть во вражеский город инопланетян. Вы будете исследовать индустриальные ландшафты, передвигаться по воде и по воздуху, пробираться через каньоны, кишащие злобными мутантами, прятаться от корабля пришельцев и многое другое. Ваша главная цель — уничтожить секретную вражескую базу.

## Саундтрек
Саундтрек написан группой Sonic Mayhem
- 1. Sonic Mayhem — Descent Into Cerberon (2:37) *
- 2. Sonic Mayhem — Gravity Well (2:33)
- 3. Sonic Mayhem — Counter Attack (3:10)
- 4. Sonic Mayhem — Quad Machine (3:37) *
- 5. Sonic Mayhem — Stealth Frag (Remix verzia z intra) (2:57)
- 6. Sonic Mayhem — Operation Overlord (3:28) *
- 7. Sonic Mayhem — Crashed Up Again (2:54)
- 8. Sonic Mayhem — Kill Ratio (2:34) *
- 9. Sonic Mayhem — Rage (2:19) *
- 10. Sonic Mayhem — Adrenaline Junkie (2:50)

Примечание: дорожки, помеченные символом «*», взяты из саундтрека оригинального Quake II.

## Критика
| Русскоязычные издания | Русскоязычные издания |
| Издание               | Оценка                |
| --------------------- | --------------------- |
| Game.EXE              | 60 %                  |
| «Игромания»           | [ 3 ]                 |